# Гимназия Лютера-Меланхтона
Гимназия Лютера-Меланхтона, Гимназия имени Мартина Лютера и Филиппа Меланхтона (нем. Luther-Melanchthon-Gymnasium, LuMe, LMG) — гимназия в немецком городе Виттенберг, федеральная земля Саксония-Анхальт. Единственная школа в ФРГ, перестроенная по идее и концепции австрийского художника Фриденсрайха Хундертвассера. Проект воплощён архитекторами Петером Пеликаном и Хайнцом М. Шпрингманном. Перестройка осуществлена в 1997—1999 годах.

## История
Гимназия названа в честь Мартина Лютера и Филиппа Меланхтона — немецких богословов, лидеров Реформации, чья жизнь и деятельность была тесно связана с Виттенбергом. Предшественницей гимназии была средневековая городская школа Виттенберга. В 1975 году на улице Дружбы народов, в одном из новых районов города, построили железобетонную школу по типовому восточногерманскому проекту (Эрфурт II).
После воссоединения Германии, когда на территориях бывшей ГДР происходила массовая реконструкция типовых зданий, была запланирована и реконструкция школы. Её администрация решила узнать, каким хотят видеть учреждение сами ученики, в связи с чем был проведён творческий конкурс. В это же время в восточной Германии, под Лейпцигом, проходила выставка Хундертвассера, известного своим нетрадиционным подходом к градостроительству. Он ратовал за создание антирационалистической, индивидуальной, гуманной среды обитания, приближённой к природе и отвечающей естественным потребностям человека: «Творчество Хундертвассера являло собой диаметральную противоположность свергнутой идеологии СЕПГ. Его антитоталитарная философия, неординарность, яркость, стремление к гармонии с природой вызывали у бывших граждан ГДР особую симпатию». Одна из сотрудниц городского совета побывала на выставке художника и, сравнив его творчество с конкурсными работами учеников по реконструкции школы, нашла у них много общего. Она решила направить ученические проекты Хундертвассеру, который, ознакомившись с ними, принял их очень благожелательно. После этого мастер решил на их основе создать свой проект оформления учебного заведения и сделать это на «общественных началах». В городе Хундертвассер не побывал, работал на основе фотографий и строительной документации. Художник не имел специализированного образования и прибегал к помощи архитекторов, в данном случае местных — Петера Пеликана и Хайнца М. Шпрингманна, которые уже имели опыт работы с ним. Обычно Хундертвассер занимался оформлением экстерьеров и интерьеров, но в этом проекте дизайном кабинетов и коридоров занимались художники Саксонии-Анхальт и сами ученики, сделав это в стиле Хундертвассера. Утилитарное сборное здание эпохи ГДР было преобразовано в школу с большим количеством зелёных насаждений, куполами и отсутствием прямых линий. В мае 1999 года реконструкция была закончена, она обошлась в 9,5 миллионов марок. Умерший в 2000 году Хундертвассер перестроенную по его проекту школу увидеть не успел.
В 2003 году администрация округа Виттенберг приняла решение об объединении гимназий Мартина-Лютера и гимназии Меланхтона; слияние произошло в 2006 году. Среднее количество студентов гимназии составляет около 1000 человек; она известна как одно из лучших средних учебных заведений всего региона, а её архитектурное убранство сделало её местной достопримечательностью.
Недалеко от школы, в городе Магдебург, административном центре земли Саксония-Анхальт, находится Зелёная цитадель Магдебурга — ещё одно здание, выполненное по проекту Хундертвассера. Это сооружение стало последней архитектурной работой австрийского мастера.